# BLAST.tv Paris Major 2023
BLAST.tv Paris Major 2023, також відомий як BLAST.tv Major 2023 або Paris 2023, дев'ятнадцятий і останній великий чемпіонат Counter-Strike: Global Offensive .  Він відбувся в Парижі, Франція, на Accor Arena з 8 по 21 травня 2023 року. Двадцять чотири команди пройшли кваліфікацію через головний регіональний рейтинг і мають призовий фонд US$1 250 000 . Це перший турнір великого чемпіонату, який проводить BLAST.

## Основна
Counter-Strike: Global Offensive (CS:GO) — багатокористувацька відеогра- шутер від першої особи, розроблена Hidden Path Entertainment і Valve Corporation . Це четверта гра серії Counter-Strike . У професійному CS:GO Majors, спонсоровані Valve, є найпрестижнішими турнірами.  
Чинними чемпіонами Major є Virtus.pro , які виграли свій другий чемпіонат Major на IEM Rio Major 2022 .  Virtus.pro були усунені MOUZ під час європейських основних кваліфікацій, що зробило їх першими діючими чемпіонами Major, які не змогли пройти кваліфікацію на наступний Major. 
Ця подія є останнім великим турніром Counter-Strike: Global Offensive, наступником якого стане Counter-Strike 2, і перший великий турнір цієї гри відбудеться в березні 2024 року 

## Формат
У турнір взяли участь 24 команди. 16 команд пройдуть кваліфікацію до етапу претендентів, тоді як 8 команд отримають відпустку до етапу легенд. На етапі претендентів візьмуть участь 16 команд у швейцарській сетці. 8 кращих команд пройдуть далі та приєднаються до 8 команд, які отримали прощання на етапі Legends. 8 кращих команд із етапу Legends перейдуть до етапу Champions. Етап чемпіонів буде турніром з одним вибуттям, де кожен матч буде найкращим із трьох. 

### Пул мап
•  Anubis
•  Mirage
•  Inferno
•  Nuke
•  Ancient
•  Overpass
•  Vertigo

## Команди
Легенди 
•  Natus Vincere
•  9INE
•  Furia Esports
•  Fnatic
•  Heroic
•  Into The Breach
•  Bad News Eagles
•  Team Vitality
• ENCE
• Monte
Претенденти 
•  paiN Gaming
•  Team GamerLegion
•  Apeks
•  OG
•  G2 Esports
•  FORZE
•  Ninjas in Pyjamas
•  MOUZ
•  Team Liquid
•  Grayhound Gaming
•  Complexity Gaming
•  The Mongolz
•  Fluxo
•  FaZe Clan

## Кваліфікація
Кваліфікація проходила через 3 події регіонального головного рейтингу (RMR) для визначення кваліфікації для географічних регіонів. Цими 3 регіонами були Європа, Америка та Азія. Кожен регіон отримав певну кількість місць на Major у Парижі на основі результатів команд з того самого регіону на IEM Rio Major 2022 .
Турніри RMR відбулися в таких містах: 
- Європейські RMR: Копенгаген, Данія : 6–9 квітня (група A) та 11–15 квітня (група B)
- Американський RMR: Монтеррей, Мексика : 5–9 квітня
- Азійський RMR: Улан-Батор, Монголія : 4–8 квітня

### Результати RMR
| Регіон                        | Легенди                                                      | Претенденти                                      | Претенденти                               |
| ----------------------------- | ------------------------------------------------------------ | ------------------------------------------------ | ----------------------------------------- |
| Європа А                      | - Natus Vincere - Into The Breach - fnatic - Bad News Eagles | - GamerLegion - Apeks - OG                       | - MOUZ                                    |
| Європа Б                      | - Heroic - 9INE - Team Vitality                              | - G2 Esports - FORZE - Ninjas in pyjamas - Monte | - ENCE                                    |
| Америка                       | - Furia                                                      | - paiN Gaming                                    | - Team Liquid - Complexity Gaming - FLUXO |
| Азія                          |                                                              |                                                  | - Grayhound Gaming - The Mongolz          |
| Кваліфікатор «Останній шанс». |                                                              |                                                  | - FaZe                                    |

Джерело: 